# Léon Reifman
Pour les articles homonymes, voir Reifman.
Léon Reifman, né le 4 janvier 1914 à Sagani (Roumanie) et mort le 2 juillet 1994 à Trélissac, est le seul à s'échapper lors de la rafle de la maison des enfants d'Izieu, le 6 avril 1944. Il est l'un des adultes responsables, un étudiant en médecine. Il a 30 ans. Sa sœur, le docteur Sarah Levan-Reifman, médecin de l'établissement, a juste le temps de lui dire que les Allemands sont là. Il s'échappe et survit à la guerre. Il témoigne au procès de Klaus Barbie.

## Biographie
Léon Reifman est né en 1914 en Roumanie. 

### Maison desEnfants d'Izieu
Léon Reifman est étudiant en médecine, et s'occupe des enfants malades à Izieu jusqu'en septembre 1943.
Sa sœur, le docteur Sarah Levan-Reifman, le remplace à partir de septembre 1943. Elle est le médecin de l'établissement. Ses parents Eva Reifman et Moisz-Moshe Reifman, ainsi que son neveu Claude Levan-Reifman vivent aussi dans la Maison d'Izieu.

### La Rafle du 6 avril 1944
Léon Reifman est le seul à pouvoir s'échapper lors de la rafle du 6 avril 1944, en sautant par la fenêtre du premier étage
Il était arrivé le matin. Il réussit à s'échapper par une fenêtre et à se cacher dans un buisson. Le soir, il est aidé par la famille Perticoz, qui demeure à côté. Il quitte Izieu et une famille Belley lui donne refuge.
Sarah Levan-Reifman est déportée avec ses parents, et son fils, par le convoi no 71, du 13 avril 1944, du camp de Drancy vers Auschwitz. Elle avait été sélectionnée pour le travail, mais entendant son fils pleurer, elle le rejoint. Elle meurt avec lui et les autres enfants à l'arrivée à Auschwitz, le 15 avril 1944.

### Après la Guerre

#### Médecin en Dordogne
Léon Reifman pratique la médecine à Brantôme, en Dordogne.  Il meurt dans cette commune en 1994. Une autre source indique qu'il meurt à Périgueux en 1994.

#### Témoin

##### Procès Barbie
Il témoigne au procès de Klaus Barbie. Pendant une heure et demi il va confronter Klaus Barbie.

##### Jean-Marie Le Pen
Le 23 septembre 1987 : la chambre des référés du tribunal de Nanterre rend une ordonnance condamnant Jean-Marie Le Pen à verser la somme d'un franc, « à titre d'indemnité provisionnelle à valoir sur le préjudice qu'ils ont subi », à dix parties civiles : le MRAP, la LICRA, l'Union nationale des associations de déportés, internés et familles de disparus (UNADIF), la Fédération nationale des déportés et internés de la Résistance (FNDIR), l'Amicale des anciens déportés juifs de France (AADJF), l'Amicale des déportés de Blechhammer et commando Auschwitz III, l'Amicale des anciens déportés de Buna-Monowitz Auschwitz III, l'Association des fils et filles de déportés juifs de France, l'Union des tziganes et voyageurs de France, M. Henri Moraud, secrétaire de l'Amicale d'Auschwitz, Mme Sabine Zlatin, ancienne directrice de la Maison d'Enfants d'Izieu, et M. Léon Reifman. L'ordonnance prévoit en outre la lecture de cette décision lors de la prochaine émission Le Grand jury RTL-Le Monde aux frais de Jean-Marie Le Pen,.

## Film
L'acteur Charles Lelaure joue le rôle de Léon Reifman dans le film La Dame d'Izieu d'Alain Wermus (2007).